# Beleg van Fort Mifflin
Het Beleg van Fort Mifflin of het Beleg van Mud Island Fort in 1777 was een belegering van Fort Mifflin, nabij Philadelphia (Pennsylvania), die plaatsvond tijdens de Amerikaanse Onafhankelijkheidsoorlog.

## Aanloop
Na de Britse overwinning op de Amerikanen in de Slag bij Brandywine namen de Britten de op 26 september stad Philadelphia in. Het Continental Congress was vlak daarvoor de stad uit gevlucht naar Lancaster en later naar York. Het Fort Mifflin op Mud Island was ontworpen  door de Britse ingenieur John Montresor die aan Britse zijde aan het beleg zou deelnemen.
Toen het er naar uitzag dat Philadelphia in de handen van de Britten zou vallen stuurde generaal George Washington Samuel Smith met versterkingen naar Fort Mifflin.

## Beleg
De Amerikanen staken de dijken door bij de omliggende oevers om te voorkomen dat de Britten daar van gebruik konden maken. Ondertussen waren de Britten in staat om onder leiding van John Montresor een paar schansen te bouwen voor hun kanonnen. Op 14 oktober arriveerde de Fransman François de Fleury in het fort en hij adviseerde Smith om de defensie van het fort uit te breiden. Op 22 oktober viel een Hessisch leger het nabijgelegen Fort Mercer aan. John Hazelwood kwam het andere fort te hulp en ze wisten een slachting aan te richten onder het Hessisch leger.
De bombardementen op het fort gingen onverminderd door, maar tijdens de bombardementen liep een van de Britse linieschepen aan de grond en de Amerikanen profiteerden hiervan door het schip onder schot te nemen en wisten de HMS Augusta in vlammen te zetten. De Britten kampte vervolgens met een tekort aan munitie voor hun kanonnen, maar op 10 november konden ze het bombardement hervatten. Tijdens de bombardementen werd Smith geraakt en nam majoor Thayer het commando over het fort over. Op de avond van 16 november besloot Thayer na opnieuw een zwaar bombardement vanaf de rivier om het fort te ontruimen.

## Nasleep
Door het verlies van Fort Mifflin en later ook van Fort Mercer kwam de rivier de Delaware open te liggen voor de Britse koninklijke marine. Het volgende wapenfeit zou de Slag bij Gloucester zijn waarbij generaal Charles Cornwallis zich genoodzaakt zag om zich terug te trekken uit New Jersey.